# Епархия Сангмелимы
Епархия Сангмелимы (лат. Dioecesis Sangmelimaensis) — епархия Римско-Католической церкви с центром в городе Сангмелима, Камерун. Епархия Сангмелимы входит в митрополию Яунде.

## История
18 января 1963 года Римский папа Иоанн XXIII издал буллу Quod superno, которой учредил епархию Сангмелимы, выделив её из aрхиепархии Дуалы. 
20 мая 1991 года епархия Сангмелимы передала часть своей территории в пользу возведения новой епархии Эболовы-Криби, которая впоследствии разделилась на епархии Эболовы и Криби.

## Ординарии епархии
- епископ Pierre-Célestin Nkou (1963—1983)
- епископ Jean-Baptiste Ama (1983—1991)
- епископ Raphaël Marie Ze (1992—2008)
- епископ Christophe Zoa (2008 — по настоящее время)

## Источник
- Annuario Pontificio, Ватикан, 2007
- Булла Quod superno, AAS 56 (1964), стр. 241  (лат.)